# Валентин Пикуль (тральщик)
«Валентин Пикуль» — морской тральщик проекта 266МЭ (шифр «Аквамарин») заложен для ВМФ Индии, достроен для Черноморского флота ВМФ России.

## Служба
Морской тральщик проекта 266МЭ (заводской № 878) был заложен 22 октября 1992 года на Средне-Невском Судостроительном Заводе в посёлке Понтонный, как номерной тральщик для ВМС Индии, однако достроен для индийского флота он не был, индийская сторона отказалась от заказа и строительство было остановлено при готовности корабля порядка 70 %.
Достройка тральщика была инициирована Общероссийским движением поддержки флота, Фондом 300-летия российского флота, Петербургским клубом моряков подводников и рядом других организаций, которые смогли собрать порядка 500 тыс. рублей. Затем было возобновлено федеральное финансирование.

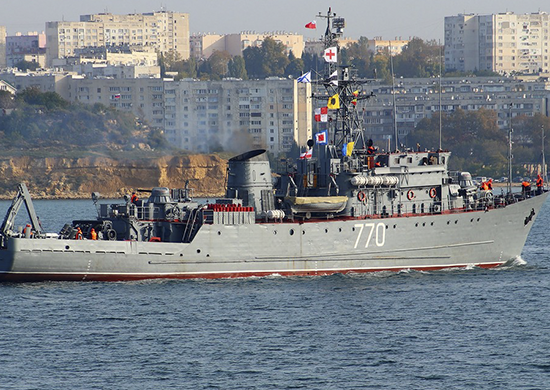
Морской тральщик «Валентин Пикуль» в Севастопольской бухте

Корабль был спущен на воду 31 мая 2000 года для ВМФ России. Название корабль получил в честь известного писателя-мариниста Валентина Савича Пикуля. Корабль вошел в строй флота 3 января 2002 года. Торжественный подъём российского Военно-морского флага на МТЩ «Валентин Пикуль» состоялся 20 января 2002 года в городе Ломоносове Ленинградской области.
В июне-июле 2002 года корабль совершил межфлотский переход вокруг Европы на Черноморский флот.
Вошёл в состав дивизиона тральщиков Новороссийской ВМБ, который из-за отсутствия в 2000-х годах места постоянного базирования прозвали «цыганским» дивизионом. Бортовые номера 770.
Весной 2006 года тральщик представлял российской флот на международных учениях «Черноморское партнерство — 2006» в Турции, по окончании которых экипаж корабля был отмечен главнокомандующим ВМФ России.
Участник СКШУ «Кавказ-2012». В 2014 году обеспечивал безопасность проведения Олимпийских игр в Сочи. В июле 2015 года принимал участие в учениях по противоминной подготовке на приз Главнокомандующего ВМФ России. В мае 2016 года тральщик впервые вышел на боевую службу в Средиземное море. Участник СКШУ «Кавказ-2016».
С марта по август 2017 года корабль входил в состав Постоянного оперативного соединения ВМФ России в Средиземном море. За время похода корабль прошел 6500 миль. Повторно в составе отряда кораблей ЧФ выходил к берегам Сирии в августе 2018 года.
В настоящее время корабль находится в составе 184-й бригады кораблей охраны водного района (включен в состав 31 июля 2002 года) Новороссийской Военно-морской базы с базированием на Новороссийск.

## Командиры
- капитан 3 ранга Александр Бойко[3];
- капитан-лейтенант Алексей Дружин;
- капитан 3 ранга Александр Чупров;
- капитан 3 ранга Александр Баранов[1].

## Примечание
1. 1 2 3 4 5 6 7 8  Морской тральщик "Валентин Пикуль". Черноморский флот - информационный ресурс (2024). Дата обращения: 12 декабря 2024. Архивировано 13 декабря 2024 года.
2. 1 2 3  Крейсера Пикуля // Литературная газета : газета. — 2018. — 18 июль. Архивировано 13 декабря 2024 года.
3. 1 2  Капитан 3 ранга Олег БЗЫТОВ. Неприкаянный «Валентин Пикуль» и другие // Красная звезда : газета. — 2003. — 5 Июнь. Архивировано 13 декабря 2024 года.
4. ↑  Морские тральщики Проект 266М, шифр «Аквамарин-М» Проект 266МЭ Проект 266МЭС Проект 02666 Проект 02668, шифр «Агат». RussianShips.info (2024).
5. ↑  В шаге от войны // Free news, 29.08.2018. Дата обращения: 29 августа 2018. Архивировано 29 августа 2018 года.